# Schizotetranychus textor
Schizotetranychus textor är en spindeldjursart som beskrevs av Wainstein 1954. Schizotetranychus textor ingår i släktet Schizotetranychus och familjen Tetranychidae. Inga underarter finns listade i Catalogue of Life.